# Policía de la Provincia de Córdoba
La Policía de la Provincia de Córdoba es la fuerza de seguridad perteneciente a la Provincia de Córdoba, teniendo como jurisdicción todo el territorio de la misma. La misma fue fundada el 16 de noviembre de 1860.

## Marco legal
La seguridad pública en Argentina, es descentralizada y se encuentra a cargo del cada uno de los estados provinciales (o en el caso de la Ciudad Autónoma de Buenos Aires, el Gobierno de la Ciudad), los cuales poseen autonomía dentro de las leyes nacionales y los lineamientos establecidos por el Ministerio de Seguridad para establecer sus políticas e instituciones de seguridad.
En el caso de la Provincia de Córdoba, la Ley 3925 tiene por objeto regular el Sistema de Seguridad Pública Provincial. En la misma se establece que la Policía Provincial es la agencia de cumplimiento de la ley con jurisdicción en todo el territorio.
Las provincias pueden también ejercer la aplicación de las leyes de tránsito, siendo este el caso en Córdoba. La Policía Caminera de la Provincia de Córdoba, es la división policial encargada de dichas tareas.

## Estructura y jerarquía

### Estructura
La Policía de la Provincia de Córdoba posee una estructura organizacional similar a la militar y está organizada de la siguiente manera:
- Jefatura
- Subjefatura
- Estado Mayor Policial (constituido por 8 'Direcciones Generales)
  - Subdirección General de Seguridad Capital Zona Norte
  - Subdirección General de Seguridad Capital Zona Sur 
    - Direcciones y Unidades Regionales Departamenteles
    - Departamentos
    - Divisiones y Comisarías
    - Secciones y Subcomisarias

Algunas de las dependencias de la fuerza son la división de Armas y Explosivos, encargada del equipamiento y de la seguridad en torno a explosivos, la Banda de Música, la Patrulla Aérea, que opera helicópteros policiales, y el Equipo de Tácticas Especiales Recomendado (ETER), que constituye las fuerzas especiales, entre otras.
El Equipo Técnico de Acción ante Catástrofes (ETAC) se encuentra dentro de las divisiones de la institución, pero no depende completamente de ella, siendo así la única división en la cual la dependencia se reparte entre el Ministerio de Seguridad, la Secretaría de Gestión de Riesgo Climático y Catástrofes y la Policía de Córdoba.

Así mismo, el servicio de Bomberos y la Policía Caminera son divisiones con dependencia solamente de la policía de la provincia.

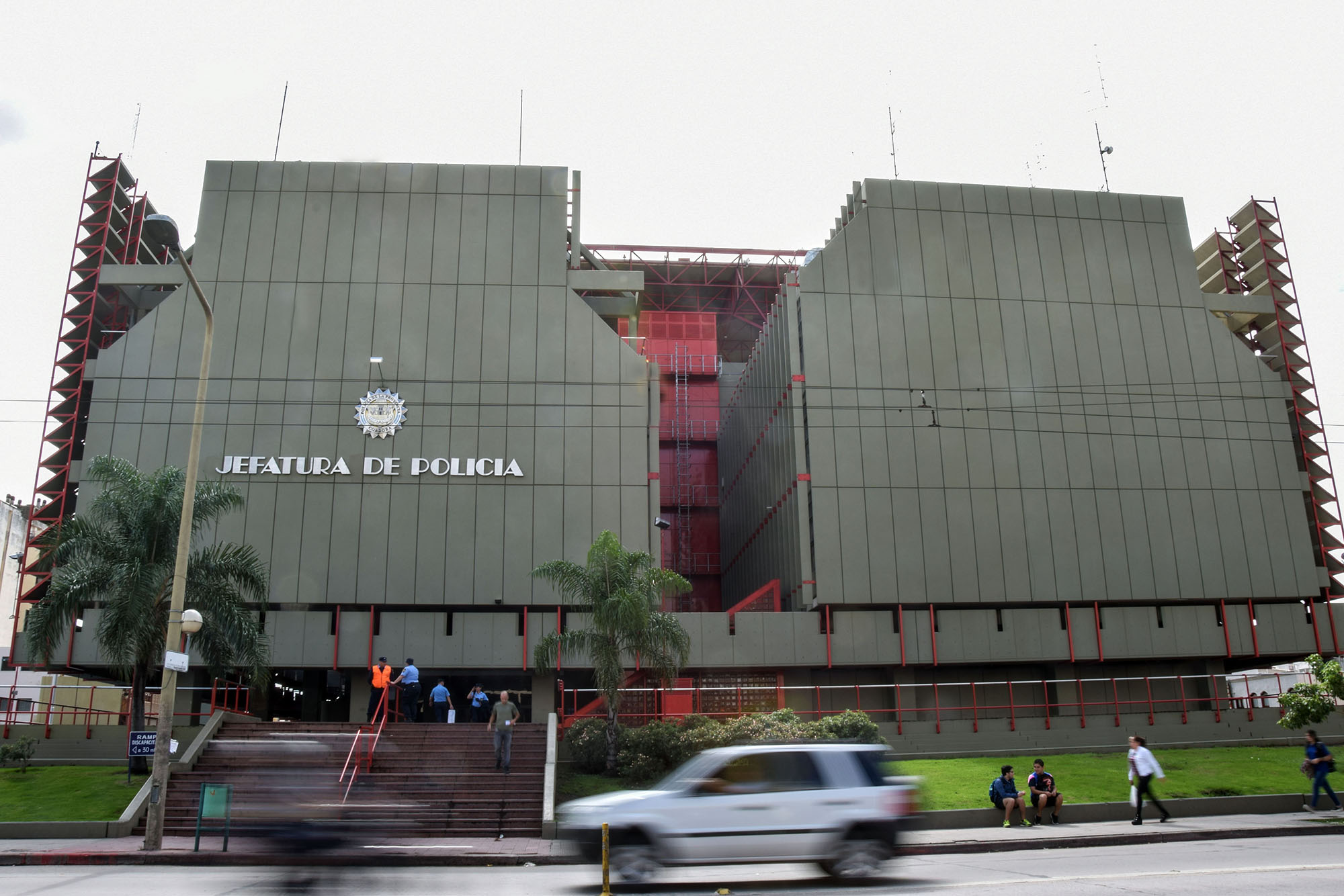
Edificio de la Jefatura de la Policía de la Provincia de Córdoba

### Escala Jerárquica
La escala jerárquica es similar a la militar argentina, dividida en oficiales y suboficiales.Material de Estudio Prueba de Oposición Concurso Interno de Antecedentes y oposición. Consultado el 18 de mayo de 2020.
| Rangos               |
| Oficiales            |
| -------------------- |
| Comisario General    |
| Comisario Mayor      |
| Comisario Inspector  |
| Comisario            |
| Subcomisario         |
| Oficial Principal    |
| Oficial Inspector    |
| Oficial Subinspector |
| Oficial Ayudante     |
| Suboficiales         |
| Suboficial Mayor     |
| Suboficial Principal |
| Sargento Ayudante    |
| Sargento 1°          |
| Sargento             |
| Cabo 1°              |
| Cabo                 |
| Agente               |

## Historia

### Día del Policía de la Provincia de Córdoba
Por la Orden del Día N.º 2688, del 26 de abril de 1938, se considera el 16 de noviembre, fecha de fundación del primer cuerpo de orden público en Córdoba como el Día del Policía en la Provincia de Córdoba.

## Controversias

### Narcoescándalo
Luego de las revelaciones del programa de investigación ADN, del periodista Tomás Méndez, en 2013, han sido imputados nueve policías de la cúpula de mando, de los cuales seis fueron encarcelados, entre ellos el extitular de Lucha contra el Narcotráfico, Rafael Sosa; el jefe de la división Drogas Peligrosas de Mina Clavero, Gastón Bustos; y Alfredo Saine, Franco Argüello y Fabián Peralta Dáttoli; además de haber forzado la renuncia del exministro de Seguridad, Comisario Alejo Paredes, ex jerarca del ETER; y del exjefe de Policía, Ramón Frías. Las imputaciones sucedidas a raíz de la investigación periodística de Méndez, se suman a otras sospechas de participación delictiva de los uniformados, y la participación en la desaparición del joven Facundo Rivera Alegre, conocido como "el Rubio del pasaje"; y de reiterados abusos en el ejercicio de su función, detenciones arbitrarias, casos de gatillo fácil, represión en manifestaciones laborales y estudiantiles.
En el 2016 el Tribunal Federal Oral 2 impuso una pena de 3 años y 8 meses de prisión a Rafael Sosa, el exjefe de Lucha contra el Narcotráfico. El fiscal federal de Cámara Abel Córdoba había pedido 15 años para Sosa. El gran ausente en el juicio fue Juan "el Francés" Viarnes, el "soplón" que trabajaba para la policía provincial que denunció al grupo antidrogas. Está prófugo desde agosto de 2014. Hace tres años Viarnes acusó a la cúpula policial de tener vínculos con los narcos y desató este escándalo. La mayor condena de fue para Franco Argüello, seis años. Además de incumplimiento de los deberes de funcionario público, fue condenado por extorsión. Gustavo González, ex responsable del área de investigaciones dentro de la división antidrogas fue condenado a 1 año y medio de prisión; Alfredo Seine, 1 año y 8 meses y lo mismo para Fabián Peralta Dattoli.

### Paro
En la madrugada del 3 de diciembre de 2013, un centenar de policías se acuarteló en el comando CAP en Barrio Cerveceros. Con la ciudad capital desprotegida y la zona liberada para el vandalismo, en horas de la noche los saqueos y robos se multiplicaban en las calles afectando a comercios y supermercados de distintos barrios. El paro dio inicio a reclamos en otras provincias.

## Equipamiento

### Armas
| Foto | Nombre          | Nota |
| ---- | --------------- | ---- |
|      | Bersa Thunder 9 |      |

### Vehículos
| Foto | Nombre                  | Nota |
| ---- | ----------------------- | ---- |
|      | Fiat Siena              |      |
|      | Fiat Toro               |      |
|      | Renault Clio            |      |
|      | Chevrolet S-10          |      |
|      | Chevrolet Corsa Classic |      |
|      | Fiat Cronos             |      |
|      | Fiat Strada             |      |
|      | Volkswagen Amarok       |      |
|      | Volkswagen Gol G7       |      |
|      | Nissan Frontier         |      |
|      | Mercedes-Benz Sprinter  |      |
|      | Peugeot boxer           |      |